# Euproctus platycephalus
Euproctus platycephalus é uma espécie de anfíbio caudado pertencente à família Salamandridae. Endêmica da Itália.